# Urbano Zilles
Monsenhor Urbano Zilles (Nova Petrópolis, 1 de junho de 1937) é um sacerdote católico do clero da Arquidiocese de Porto Alegre.

## Biografia
Cursou a graduação em Filosofia Bacharelado pela Faculdade de Filosofia Nossa Senhora Imaculada Conceição em 1962, no Seminário Maior de Viamão; fez a graduação em Filosofia Licenciatura pela Universidade Regional do Noroeste do Estado do Rio Grande do Sul, em 1971. Foi ordenado sacerdote aos 30 de abril de 1966.
É graduado em Teologia Bacharelado pela Theologische Hochschule Beuron, em 1966. Obteve o doutorado em Teologia pela Universitat Münster (Westfalische-Wilhelms), em 1969.
Atualmente é professor titular da Pontifícia Universidade Católica do Rio Grande do Sul, Membro de corpo editorial da Veritas, em Porto Alegre; Membro de corpo editorial da Teocomunicação; Membro de corpo editorial da Análise & Síntese; Membro de corpo editorial do REALISMO - Revista Ibero-Americana de Filosofia Política e Filosofia do Direito; Membro de corpo editorial do Communio, no Rio de Janeiro e Membro de corpo editorial da Estudos Filosóficos.
Em 1981 recebeu o título de monsenhor do Papa João Paulo II. Foi diretor da Faculdade de Filosofia e Ciências Humanas da Pontifícia Universidade Católica do Rio Grande do Sul, também foi coordenador do Departamento de Pós-Graduação da Faculdade de Filosofia e Ciências Humanas da PUCRS, e pró-reitor de Pesquisa e Pós-graduação PUCRS.
Orientou na Pontifícia Universidade Católica do Rio Grande do Sul mais de quarenta dissertações de mestrado e sete teses de doutorado, tendo participado de mais de cem bancas examinadoras de trabalhos de mestrado e doutorado em todo o Brasil.
Atualmente é professor titular de teologia sistemática da PUCRS, chefe do Departamento de Teologia da PUCRS, membro da Academia Brasileira de Filosofia e da Academia Brasileira de Filósofos Católicos.
Desde o dia 5 de junho de 1982 é pároco da Paróquia Maronita Nossa Senhora do Líbano, em Porto Alegre, tendo recebido a posse pelo bispo Dom Antônio do Carmo Cheuiche.
Desde 1985 é Assistente Eclesiástico de Movimento Emaús, na qual tem a Paróquia Maronita como sua sede.
Em 2007 o Arcebispo Dom Dadeus Grings o nomeou como Vigário Episcopal do Vicariato da Cultura; cargo no foi substituido em 2014.

## Livros
Monsenhor Urbano Zilles escreveu os seguintes livros (e também participou na elaboração de outras obras com a participação em capítulos como organizador e ainda como tradutor):
1.  ZILLES, Urbano. A experiência religiosa e mística.
1ª. ed. Porto Alegre: Letra & Vida, 2015. v. 1. 79p.
2.  ZILLES, Urbano. História da Teologia Cristã. 1ª.
ed. Porto Alegre: Letra e Vida, 2014. v. 1. 207p.
3.  ZILLES, Urbano. Reflexões de Ocasião. 1ª. ed.
Porto Alegre: Letra e Vida, 2014. v. 1. 120p.
4.  ZILLES, Urbano. Teologia da Pregação. 1ª. ed.
Porto Alegre: Letra e Vida, 2013. v. 1. 168p.
5. ZILLES, Urbano. Religiões: crenças e crendices.
4ª. ed. Porto Alegre: Edipucrs, 2012. v. 1. 282p.
6. ZILLES, Urbano. Pessoa e dignidade humana. 1ª. ed.
Curitiba: CRV, 2012. v. 1. 108p.
7. ZILLES, Urbano. Filosofia da Religião. 9ª. ed. São
Paulo: Paulus, 2012. v. 1. 189p.
8. ZILLES, Urbano. Antropologia Teológica. 1ª. ed.
São Paulo: Paulus, 2011. v. 1. 239p.
9. ZILLES, Urbano. Desafios atuais para a teologia.
1ª. ed. São Paulo: Paulus, 2011. v. 1. 190p.
10. ZILLES, Urbano. Filosofia da Religião. 8ª. ed. São
Paulo: Paulus, 2010. v. 1. 189p.
11. ZILLES, Urbano. Filosofia da Religião. 7ª. ed.
Porto Alegre: Paulus, 2009. v. 1. 197p.
12.  ZILLES, Urbano. A Crítica da Religião. 1ª. ed.
Porto Alegre: EST, 2009. v. 1. 224p.
13. ZILLES, Urbano. Teoria do conhecimento e teoria da ciência. 2ª. ed. São Paulo: Paulus, 2008. v. 1. 200p.
14.  PICH, Roberto (Org.); ZILLES, Urbano (Org.).
Filosofia, Religião e Ciência. 1ª. ed. Porto Alegre: EST Edições, 2008. v. 1.
179p.
15.  ZILLES, Urbano. Filosofia da Religião. 6ª. ed. São
Paulo: Paulus, 2007. v. 1. 197p.
16.  ZILLES, Urbano. Teoria do Conhecimento. 5. ed.
Porto Alegre: EDIPUCRS, 2006. v. 1. 261p.
17.  ZILLES, Urbano. Significação dos Símbolos
Cristãos. 6. ed. Porto Alegre: EDIPUCRS, 2006. v. 1. 151p.
18.  ZILLES, Urbano. Fé e razão na Doutrina Social
Católica. 1. ed. Rio de Janeiro: Letra Capaital, 2005. v. 1. 62p.
19.  ZILLES, Urbano. Didaqué. Catecismo dos primeiros cristãos. 7ª. ed. Petrópolis: Vozes, 2005. v. 1. 92p.
20.  ZILLES, Urbano. Os Sacramentos da Igreja Católica.
3ª. ed. Porto Alegre: EDIPUCRS, 2005. v. 1. 486p.
21.  ZILLES, Urbano. Teoria do conhecimento e teoria da ciência. 1ª. ed. São Paulo: Paulus, 2005. v. 1. 200p.
22.  ZILLES, Urbano. Crer e Compreender. Porto
Alegre/RS: EDIPUCRS, 2004. 256p.
23.  ZILLES, Urbano. Evangelhos Apócrifos: tradução e introdução de Urbano Zilles. 3. ed. Porto Alegre: EDIPUCRS, 2004. 248p.
24.  ZILLES, Urbano. Caráter ético do conhecimento científico. Porto Alegre: EDIPUCRS, 2004.
25.  ZILLES, Urbano. Filosofia da Religião. 5. ed. São
Paulo: Paulus, 2004. 189p.
26.  ZILLES, Urbano. Religiões: crenças e crendices. 3.
ed. Porto Alegre: EDIPUCRS, 2002. 376p.
27.  ZILLES, Urbano. Filosofia da Religião. 4. ed. São
Paulo: Paulus, 2002. 198p.
28.  ZILLES, Urbano. Significação dos símbolos cristãos. 5. ed. Porto Alegre: EDIPUCRS, 2001. 151p.
29.  ZILLES, Urbano. Pierre Teilhard de Chardin:
ciência e fé.. Porto Alegre: EDIPUCRS, 2001. 230p.
30.  ZILLES, Urbano (Org.); FELTES, H. H. M. (Org.).
Filosofia: diálogo de horizontes.. Caxias do Sul e Porto Alegre: EDUCS e EDIPUCRS,
2001. 730p.
31.  ZILLES, Urbano. Os Sacramentos da Igreja Católica.
2. ed. Porto Alegre: EDIPUCRS, 2001. 486p.
32.  ZILLES, Urbano (Org.); PAIM, A. (Org.); BONI,
Luiz Alberto de (Org.); MACEDO, U. B. (Org.). Miguel Reale. Estudos em homenagem a seus 90 anos.. 1ª. ed. Porto Alegre: EDIPUCRS, 2000. 696p.
33.  ZILLES, Urbano. Jesus Cristo: Quem é este?. 1. ed.
Porto Alegre: EDIPUCRS, 1999. 304p.
34.  ZILLES, Urbano. Hombre y mujer en el Camino de la vida. 2. ed. México: Ediciones Paulinas, 1999. 128p.
35.  ZILLES, Urbano. Religiões: crenças e crendices..
2. ed. Porto Alegre: EDIPUCRS, 1998. 295p.
36.  ZILLES, Urbano. Meditações no Sumaré. 1. ed. Porto
Alegre: EDIPUCRS, 1998. 133p.
37.  ZILLES,
Urbano. Teoria do Conhecimento.. 3a. ed. Porto Alegre: EDIPUCRS, 1997. 169p.
38.  ZILLES, Urbano. O Problema do Conhecimento de
Deus.. 2. ed. Porto Alegre: EDIPUCRS, 1997. 88p.
39.  ZILLES, Urbano. Religiões: crenças e crendices..
1. ed. Porto Alegre: EDIPUCRS, 1997. 294p.
40.  ZILLES, Urbano (Org.). Religião e Cristianismo. 7.
ed. Porto Alegre: EDIPUCRS, 1997. 462p.
41.  ZILLES, Urbano. Adorar ou venerar imagens?. 1ª.
ed. Porto Alegre: EDIPUCRS, 1997. v. 1. 26p.
42.  ZILLES,
Urbano. Filosofia da Religião. 2a. ed. São Paulo: Paulus, 1996. 200p.
43.  ZILLES, Urbano. Profetas, apóstolos e evangelistas. Porto Alegre: EDIPUCRS, 1996. 130p.
44.  ZILLES,
Urbano. Gabriel Marcel e o existencialismo. 2a. ed. Porto Alegre: Livraria e
Editora Acadêmica, 1995. 140p.
45.  ZILLES, Urbano. O racional e o místico em
Wittgenstein.. 2a. ed. Porto Alegre: EDIPUCRS, 1995. 110p.
46.  ZILLES, Urbano. Os sacramentos da Igreja Católica.
Porto Alegre: EDIPUCRS, 1995. 486p.
47.  ZILLES, Urbano. Criação ou evolução?. Porto
Alegre: EDIPUCRS, 1995. 35p.
48.  ZILLES, Urbano. Anjos e demônios?. Porto Alegre:
EDIPUCRS, 1995. 28p.
49.  ZILLES, Urbano. Reencarnação ou ressurreição?.
Porto Alegre: EDIPUCRS, 1995. 27p.
50.  ZILLES, Urbano. Teoria do Conhecimento. Porto
Alegre: EDIPUCRS, 1995. 172p.
51.  ZILLES, Urbano. Criação ou evolução. 2. ed. Porto
Alegre/RS: EDIPUCRS, 1995. 31p.
52.  ZILLES, Urbano. A modernidade e a Igreja. Porto
Alegre: EDIPUCRS, 1993. 168p.
53.  ZILLES, Urbano. Homem e mulher no caminho da vida.
Aparecida do Norte: Santuário, 1993. 230p.
54.  ZILLES, Urbano. Fé e razão no pensamento medieval.
Porto Alegre: EDIPUCRS, 1993. 164p.
55.  ZILLES, Urbano; QUADROS, Odone. Identidade, desafios e futuro das Universidades Católicas.. Porto Alegre: EDIPUCRS, 1993.
54p.
56.  ZILLES, Urbano. A significação dos símbolos cristãos. Porto Alegre: EDIPUCRS, 1991. 66p.
57.  ZILLES, Urbano. O racional e o místico em
Wittgenstein. Porto Alegre: EDIPUCRS, 1991. 104p.
58.  ZILLES, Urbano. Filosofia da Religião.. 3. ed. São
Paulo: Paulus, 1991. 200p.
59.  ZILLES, Urbano. O problema do conhecimento de
Deus. Porto Alegre: EDIPUCRS, 1989. 88p.
60.  ZILLES, Urbano. Gabriel Marcel e o existencialismo. Porto Alegre: EDIPUCRS, 1988. 132p.
61.  ZILLES, Urbano. Grandes tendências da filosofia no século XX e sua influência no Brasil. Caxias do Sul: EDUCS, 1987. 148p.
62.  ZILLES, Urbano. Possibilidades e limites da libertação. Porto Alegre: Editora Acadêmica, 1985. 96p.
63.  ZILLES, Urbano. Pode um cristão ser marxista?.
Porto Alegre: Livraria e Editora Acadêmica, 1984. 72p.
64.  ZILLES, Urbano. Esperança para além da morte.
Porto Alegre: EST, 1980. 160p.
65.  ZILLES, Urbano. Função humanizadora da universidade. Caxias do Sul: EDUCS, 1978. 72p.
66.  ZILLES, Urbano. Uma Igreja em realização.
Petrópolis: Vozes, 1972. 148p.
67.  ZILLES, Urbano. Uma Igreja em Discussão.
Petrópolis: Vozes, 1969. 128p.
68.  ZILLES, Urbano. Testemunho Cristão Hoje. Caxias do
Sul: Paulinas, 1968. 112p.